# Bulbul à gorge blanche
Phyllastrephus albigularis
Espèce
Statut de conservation UICN

 LC  : Préoccupation mineure
Le Bulbul à gorge blanche (Phyllastrephus albigularis) est une espèce de passereau de la famille des Pycnonotidae.

## Répartition
Cet oiseau et répandu en Afrique équatoriale.

## Habitat
Son habitat naturel est les forêts humides subtropicales ou tropicales, en plaine ou en montagne.